# 偏位法
偏位法（へんいほう、deflection method）とは、測定方法の分類の一つ。
測定の方法は、測定量の結果として生じる計器の指示値を読む偏位法と、測定量がある基準量と等しいかどうかを調べることで測定量を知る零位法の二種類に分類することができる。前者の例は体重計や電圧計などであり、後者の例は天秤や電位差計などである。

## 特徴
偏位法による測定は、測定器の指示値を読むだけでよいため簡潔で高速であるが、測定量の精度を測定器の精度より良くすることはできないため、あまり高精度の測定が行えないという限界がある。また、測定対象からエネルギーを取ることで計器の針（あるいは針に相当する指示器）を動かしているため、測定に際しては測定器自身による負荷効果を考慮しなければならない。